# Fondation Maison des sciences de l'homme
 (septembre 2023).
 (juillet 2016).
Si vous disposez d'ouvrages ou d'articles de référence ou si vous connaissez des sites web de qualité traitant du thème abordé ici, merci de compléter l'article en donnant les références utiles à sa vérifiabilité et en les liant à la section « Notes et références ».
 (novembre 2021).
La fondation Maison des sciences de l'homme a été créée en 1963 en France sous statut d’association loi de 1901.

## Historique
Sur le modèle de la Fondation nationale des sciences politiques, elle fut transformée en fondation et reconnue d’utilité publique l’année suivante. Elle est liée au ministère de l’Enseignement supérieur et de la Recherche, et joue depuis sa création un rôle déterminant dans l'appui et la diffusion des sciences humaines et sociales dans un cadre international favorisant les coopérations multilatérales.
La Fondation Maison des sciences de l'homme est membre fondateur du Campus Condorcet

## Description

### Organisation
La fondation est administrée par un conseil d’administration, qui élit en son sein un bureau, une commission des finances et une commission scientifique. Elle est dirigée par un « administrateur » nommé par le ministre chargé de l’Enseignement supérieur et de la Recherche sur proposition du conseil d’administration. Pour la direction et la gestion des services communs, l’administrateur est assisté par un conseil des directeurs des centres et instituts de recherche installés dans les locaux de la fondation.
Les administrateurs (« dirigeants » de la fondation) ont successivement été :
1. Fernand Braudel, directeur d'études à l'EHESS, qui a dirigé la FMSH jusqu’à sa disparition en 1985 ;
2. Clemens Heller, qui l’avait assisté tout au long de cette entreprise, lui a succédé (de 1985 à 1992) et a poursuivi la même politique[2] ;
3. Maurice Aymard (de 1992 à 2005), élève de Fernand Braudel et directeur d'études à l'EHESS, a particulièrement développé l'aspect international ;
4. Alain d'Iribarne (de 2005 à 2009) eut à cœur de garder l'esprit de « modernité » de la fondation tout en l'accompagnant dans un temps charnière pour la recherche en sciences humaines et sociales ;
5. Michel Wieviorka, également directeur d'études à l'EHESS, est l'administrateur de la FMSH depuis juillet 2009 puis président du directoire à compter de 2015. Il démissionne en 2020[3].
6. Hélène Velasco-Graciet (2021-2023), professeure de géographie à l'Université Bordeaux Montaigne
7. Antonin Cohen (2023-aujourd'hui), professeur des universités en science politique à l’Université Paris Nanterre, au sein de l’UFR Droit et Science Politique et de l’Institut des Sciences Sociales du Politique du CNRS

### Missions
Bâtie à l'origine sur le modèle institutionnel de la Fondation nationale des sciences politiques, la FMSH se distingue fondamentalement sur deux points : elle ne gère pas d'établissement supérieur d'enseignement (même si ses liens avec l'EHESS ont longtemps été très étroits) et ne dispose d'aucune équipe de recherche qui lui soit attachée en propre. Nœud de réseaux nationaux et internationaux, elle met en relation des institutions, des équipes ou des chercheurs, au service des activités de recherche de toutes les sciences humaines et sociales (SHS) sans distinction de discipline et sans limite territoriale.
La première et principale mission de la FMSH, voulue par ses fondateurs, est de n'agir que par subsidiarité : la fondation initie, porte, soutient mais n'accapare pas[réf. nécessaire]. Les projets de recherche qu'elle a initiés sont destinés à prendre leur indépendance. De fait, la FMSH privilégie la créativité en étant à l’écoute des grandes questions de société, des chercheurs et des décideurs et prend le risque de porter des projets de recherche innovants.
Sa seconde mission est de choisir des opérations en interface : entre disciplines, entre chercheurs français et étrangers, entre institutions françaises et étrangères. La FMSH contribue ainsi largement et durablement au rayonnement international des SHS françaises, en s’appuyant sur la diffusion de la culture scientifique, les publications, les échanges d’idées et de personnes.

### Recherche
Fondée en 1963 sur les principes d'une nécessaire interdisciplinarité pour faire face à la complexité des questions de sociétés, comme sur une nécessaire sortie de l'européano-centrisme pour faire face à la diversité des cultures, la vocation de la fondation MSH est de fonctionner comme « un incubateur, facilitateur, interdisciplinaire et international ».  
Avec ses locaux, ses moyens techniques et ses programmes scientifiques, la FMSH assure ainsi une fonction de plateforme de coopération internationale, qu’elle met à la disposition de chercheurs et universitaires français aussi bien qu’étrangers. Toute université ou institution de recherche française est en effet éligible pour participer à ses programmes scientifiques, ou pour accueillir à travers elle des chercheurs étrangers.

### La Maison Suger
La Maison Suger accueille rue Suger, des chercheurs en sciences humaines et sociales. Ainsi, à travers ses programmes d'aires culturelles, de bourses de recherche post-doctorales et de thématiques transversales intéressant l'ensemble des continents, des cultures et des civilisations. Tout en gardant bien en vue les trois exigences de profondeur historique, de comparaisons internationales et d’interdisciplinarité, la FMSH contribue aux efforts de production de connaissances en sciences humaines et sociales, destinés à la compréhension des grands problèmes de recomposition des sociétés contemporaines.
La fondation a été à l'origine de la création de l'Institut d’études avancées de Paris[réf. souhaitée].

### La création du Collège d'études mondiales
Le Collège d'études mondiales est créé en 2011. Une quinzaine de chaires sont confiées à des titulaires étrangers et français.

## Moyens
La fondation bénéficie d'une aide de l'État particulièrement importante, notamment une dotation annuelle de plus de 10 millions d'euros, versée par le ministère de l'enseignement supérieur, de la recherche et de l’innovation, qui représente 61 % de ses ressources totales. Les bâtiments qu'elle occupe sont, pour l'essentiel, mis à sa disposition à titre gratuit par l'État.

### Bibliothèque
Inscrite dès l'origine (milieu des années cinquante) dans le projet de création d'un institut national des sciences sociales, qui allait devenir la maison des sciences de l'homme, la bibliothèque de la fondation Maison des sciences de l'homme a ouvert ses portes en 1970 au 54 boulevard Raspail, à Paris 6e, édifice de l’architecte Marcel Lods.
Ses fondateurs, Fernand Braudel et Clemens Heller, ont conçu un lieu de recherche spécialisée en sciences sociales et humaines à vocation internationale, axée sur l’inter et la pluridisciplinarité. La constitution du fonds, multilingue et multi-supports, s’élabore dans le respect de l’esprit qui a présidé à la naissance de la fondation : accompagner la recherche dans ce qu’elle a de novateur.
Dirigée depuis 2007 par Martine Ollion — précédemment directrice de la bibliothèque de l'IMEC (Institut mémoires de l'édition contemporaine) — l'équipe de la bibliothèque (quarante personnes) travaille en association étroite avec les programmes de la fondation et avec ses partenaires scientifiques. 
La bibliothèque met à la disposition d’un public français et étranger d'étudiants, d’enseignants et de chercheurs, plus de 500 000 documents imprimés et un nombre croissant de documents sous forme électronique, dans les domaines de l'histoire et de la sociologie en particulier.
Par ses fonds spécifiques, tels le fonds Autogestion issu du CICRA (Centre international de coordination des recherches sur l'autogestion) et le fonds Étude sur le genre (en anglais gender studies), la bibliothèque est partenaire du Collectif des centres de documentation en histoire ouvrière et sociale (CODHOS).
Partie prenante du Système universitaire de documentation (SUDOC), le catalogue de la bibliothèque est interrogeable sur l’Internet sous le nom du catalogue collectif Babylone — qui regroupe des catalogues de centres de documentation de l’EHESS — en référence à la station de métro la plus proche de l'adresse historique de la fondation au 54 boulevard Raspail. Fin 2010, la bibliothèque s'est vu adjoindre une mission archives qui gère les archives intermédiaires et définitives de la fondation, constituant ainsi la mémoire écrite de cette dernière, un panorama sur la recherche des sciences humaines et sociales dans le monde.
La bibliothèque du 54 boulevard Raspail a fermé ses portes en 2020 pour rejoindre le GED (Grand Equipement Documentaire) du Campus Condorcet à Aubervilliers. 
Depuis décembre 2022, la bibliothèque est devenue "Le Comptoir", où il est possible d'acheter des ouvrages et des revues en sciences humaines et sociales. Il est également possible d'assister à des événements scientifiques dans la partie forum.

### Éditions de la Maison des sciences de l'homme
Les Éditions de la Maison des sciences de l’homme développent depuis 1978 un catalogue original en sciences humaines et sociales riche de plus de 1200 titres. Elles apportent, par une posture critique et le décloisonnement des disciplines, des éléments de compréhension sur les évolutions de notre monde contemporain, avec 11 collections et 7 revues.

### Diffusion du livre SHS

#### Le Comptoir des presses d’universités
Le Comptoir des presses d'universités est un site de vente en ligne qui permet aux particuliers d'acquérir directement l'une des 30 000 références commercialisées par FMSH Diffusion. Spécialisé en sciences humaines et sociales, le fonds réunit actuellement les catalogues d'une soixantaine d'éditeurs (Les Éditions de l’EHESS, ENS Éditions, les Éditions du collège de France, les Presses de la Sorbonne nouvelle, les Presses universitaires de Bordeaux, de Caen, de Rennes, etc.) et propose plus de 30 000 ouvrages et numéros de revues relevant de toutes les disciplines des sciences humaines et sociales : anthropologie, archéologie, ethnologie, histoire, littérature, psychologie, sociologie, sciences politiques.
Le Comptoir, relais physique du site marchand situé au 1er étage de la Fondation au 54 bd Raspail, inauguré en février 2023, permet l'achat direct d'une partie importante du fonds. Y sont également organisées des manifestations scientifiques, visant notamment à promouvoir la recherche en sciences humaines et sociales et les ouvrages des 60 éditeurs présentés. Entre 2011 et 2016, le Comptoir des presses d'universités a disposé d'un espace de vente rue Claude Bernard dans le Quartier latin.

## Évaluations
Le rapport du Haut Conseil de l'évaluation de la recherche et de l'enseignement supérieur (HCERES) souligne en 2018 que sous la présidence de Michel Wieviorka, « la FMSH représente une marque reconnue internationalement. Les valeurs d’utilité publique au service des SHS sont à la base de son activité. Son activité de collecte de fonds, particulièrement performante, est à saluer. Ainsi, La FMSH se veut un interlocuteur incontournable au niveau national et international dans ce domaine »
Le HCERES liste dans son rapport de 2018 des points forts, tels un positionnement institutionnel reconnu sur le plan national et international, une volonté de positionnement en appui des politiques publiques, une gouvernance et une organisation interne cohérentes, une situation financière assainie, liée à une dynamique liée à la recherche de fonds et un dialogue social renouvelé. Elle recense des points faibles, tels une  déclinaison opérationnelle inefficiente des objectifs stratégiques, un modèle économique imprécis, un manque de formalisation sur  l’immobilier et le numérique, et une stratégie de valorisation faible au regard des standards nationaux et internationaux. 
Le contrôle de la Cour des comptes portant sur les exercices 2014 à 2018 paru en avril 2020 fait lui au contraire apparaître « une institution en crise, à la gouvernance défaillante et divisée », ainsi qu'un climat social « très dégradé ». Les présidents de l'EHESS, du CNRS et de la Conférence des présidents d'université, membres du conseil de surveillance de la FMSH, notent en avril 2020, en réaction à la défaite de leur candidat Jean-François Balaudé au poste de président du directoire[réf. nécessaire], de « graves dysfonctionnements ». La Cour des comptes juge la FMSH « secouée par des crises multiples qui ont pour conséquence une perte d’influence et d’attractivité marquée ». En l’absence de toute orientation forte de la part des pouvoirs publics sur son positionnement, elle privilégierait selon ce rapport « une stratégie autonome et aventureuse, radicalement différente de son ambition originelle ». 
Pour la Cour des comptes, la gouvernance de la FMSH « souffre de graves dysfonctionnements » et son directoire exerce ses attributions « sans réel contre-pouvoir, alors même que son processus décisionnel manque de transparence ». Elle estime que son projet phare, le collège d’études mondiales, qui a pourtant accueilli de célèbres titulaires de chaires reconnus au niveau international, comme Manuel Castells, Hervé Le Bras, Saskia Sassen, Dominique Méda, Richard Sennett, Nancy Fraser, Michel Foucher, René Frydman, Marc Fleurbaey, François Jullien, Ulrich Beck, « n’est pas pour autant à la hauteur des ambitions affichées à sa création en 2011 ». La Cour des comptes met enfin en doute la volonté de la gouvernance de la FMSH de faire l’acquisition auprès de l’État des surfaces du 54 boulevard Raspail, ce qu'elle considère comme une « stratégie patrimoniale aventureuse ». Selon elle, ce projet n'est pas réaliste, « au vu des montants financiers en jeu et des difficultés rencontrées par la FMSH en matière de gouvernance, de capacité à lever des fonds et de mobilisation d’équipes déjà en souffrance ».